# فيرنون تورنر
فيرنون تورنر (بالإنجليزية: Vernon Turner) هو لاعب كرة قدم أمريكية أمريكي، ولد في 6 يناير 1967 في بروكلين في الولايات المتحدة.

## وصلات خارجية
- الموقع الرسمي
- فيرنون تورنر على موقع مرجع كرة القدم المحترفة.كوم (الإنجليزية)